# Lallemandana fenestrata
Lallemandana fenestrata är en insektsart som först beskrevs av Fabricius 1775.  Lallemandana fenestrata ingår i släktet Lallemandana och familjen spottstritar. Inga underarter finns listade i Catalogue of Life.